# Classificação Internacional Normalizada da Educação
Classificação Internacional Normalizada da Educação (CINE), do inglês International Standard Classification of Education (ISCED), é uma classificação dos níveis educativos destinada a permitir a comparação de estatísticas e de políticas educativas entres sistemas educativos diferentes. A classificação foi desenvolvida pela Organização das Nações Unidas para a Educação, a Ciência e a Cultura (UNESCO) na década de 1970, tendo então como objectivo expresso ser "um instrumento capaz de permitir a recolha, compilação e tratamento de estatísticas da educação a nível nacional e internacional". A ISCED foi aprovada pela Conferência Internacional de Educação, que reuniu em Genebra em 1975, e foi posteriormente adoptada pela Conferência Geral da UNESCO.
A ISCED foi sendo progressivamente actualizada, estando agora em aplicação a versão designada por ISCED 1997, aprovada pela 29.ª Conferência Geral da UNESCO em Novembro de 1997. 
A ISCED serve de base à classificação dos níveis de profissionalização adoptada pela União Europeia no anexo à sua Decisão 85/368/CEE, do Conselho, de 16 de Julho de 1985, relativa à correspondência de qualificações de formação profissional entre Estados-membros, hoje vulgarmente utilizada na descrição das profissões na Europa.
O Instituto de Estatística da UNESCO propôs uma revisão do ISCED (ISCED-2011), que foi aprovada pela Conferência Geral da UNESCO em Novembro de 2011, que irá substituir ISCED-1997 nas colheita de dados internacionais a partir de 2014.

## Níveis da educação pela CINE
Baseado na ISCED 2011 os níveis educacionais são:
| Nível   | Descrição | |
| ------- | --- | --- |
| Nível 0 | Educação pré-primária | Destinado a crianças de até quatro anos, privilegia um enfoque holístico orientado a dar apoio inicial ao desenvolvimento cognitivo, físico, socio-emocional infantil, além de familiarizá-la com a instrução organizada fora do contexto familiar. |
| Nível 1 | Educação primária, ou primeiro estágio da educação básica | Destinado a crianças de 5 a 11 anos, caracteriza-se por proporcionar destrezas básicas em leitura, escrita e matemática, além de formar uma base para a compreensão das áreas essenciais do conhecimento E o desenvolvimento pessoal e social dos estudantes. |
| Nível 2 | Educação Secundária Baixa, ou segundo estágio da educação básica | Normalmente destinado a adolescentes de 12 a 15 anos, caracteriza-se por aplicar um modelo mais orientado por disciplinas com a finalidade de introduzir conceitos teóricos sobre uma ampla gama de temas. No entanto, em alguns sistemas educativos oferecem desde esse nível programas profissionais orientados a desenvolver destrezas pessoais para o acesso ao mercado de trabalho. |
| Nível 3 | Educação Secundária Alta | Destinado a adolescentes de 15 a 18 anos, caracteriza-se por consolidar a educação secundária com instrução mais diversificada, avançada e especialista, visando a preparação para Educação Superior, ou proporcionando destrezas para à formação profissional de nível médio. |
| Nível 4 | Educação Pós-Secundária não superior, ou Pós-Secundária não terciária | Proporciona aos estudantes dos programas de formação geral outra opção de certificação profissional não terciária. Por outro lado, os graduados de programas profissionais de Nível 3 podem optar por melhorar suas especializações, tendo mais oportunidade de acesso ao mercado de trabalho.                                                                                           |
| Nível 5 | Educação Terciária de Ciclo Curto, ou Primeiro estágio do ensino superior não conducente a uma qualificação avançada na área da investigação (bacharelato, licenciatura, mestrado) | Proporciona conhecimentos e habilidades profissionais, que atendem a ocupações específicas no mercado de trabalho. |
| Nível 6 | Graduação em Educação Terciária, ou Formação superior avançada (pós-graduada), conducente a uma qualificação na área da investigação (doutoramento)                                | Proporciona conhecimentos e habilidades profissionais ou acadêmicas intermediárias (nível médio de complexidade do conteúdo acadêmico). Os programas são essencialmente teóricos, embora possam incluir componentes práticos por estarem embasados em pesquisas que refletem o desenvolvimento da área ou nas melhores práticas profissionais.                                           |
| Nível 7 | Mestrado, ou Especialização | Proporciona competências acadêmicas ou profissionais avançadas. Ainda que sejam essencialmente teóricos, podem incluir componentes práticos por estarem embasados em pesquisas que refletem os mais recentes avanços da área. |
| Nível 8 | Doutorado ou Pesquisa avançada | Conduzem o estudante a um título de pesquisa avançada cujas investigações são originais, tanto que costumam ser oferecidos exclusivamente por Instituições de Ensino Superior (IES) dedicadas à pesquisa. |
| Nível 9 | Não classificado em outra parte | Sem detalhamentos no ISCED 2011. |